# 阿爾普山
42°19′18.02″N 1°53′37.75″E / 42.3216722°N 1.8938194°E

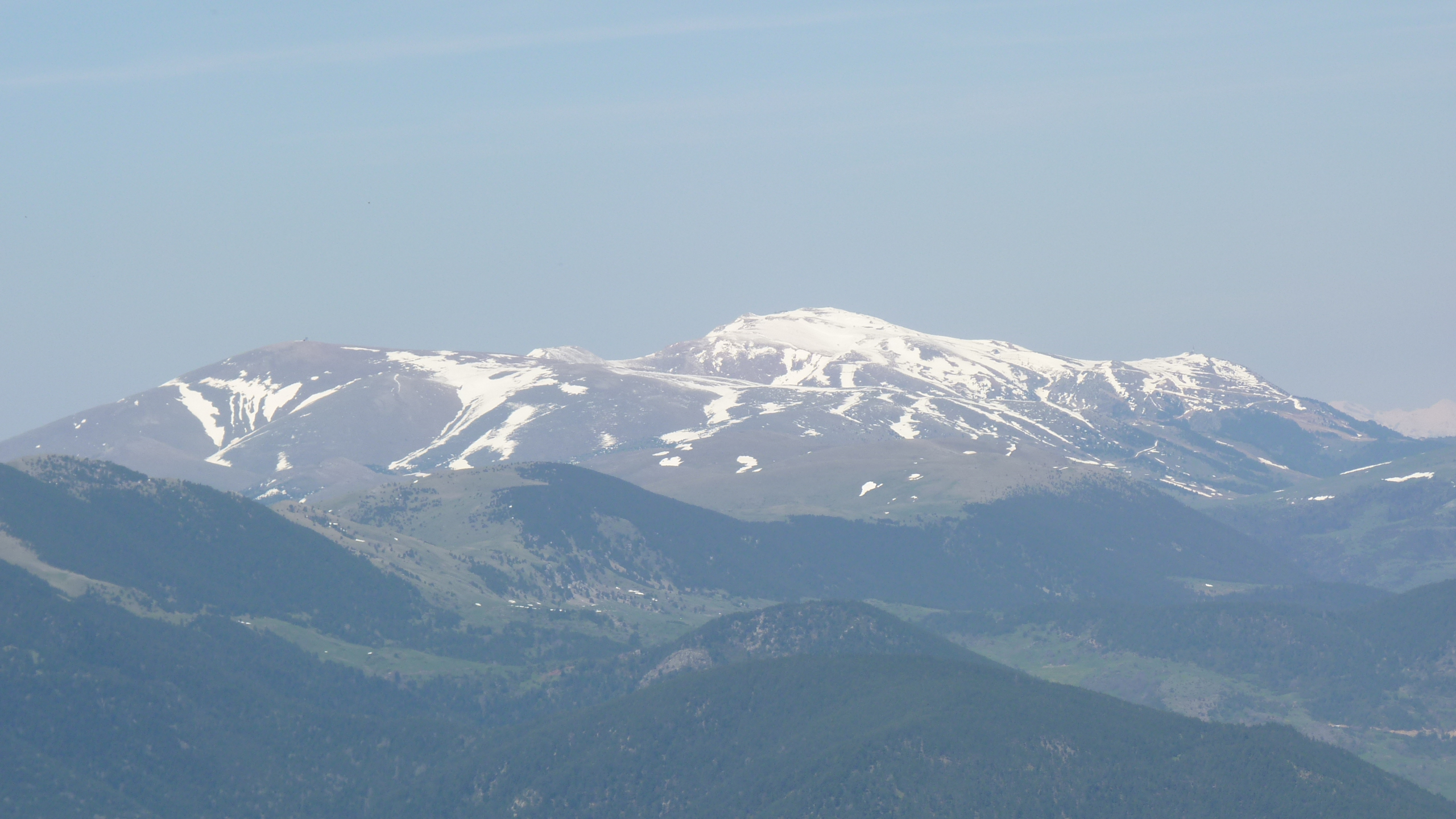

阿爾普山，是西班牙的山峰，位於該國東北部加泰羅尼亞，處於莫伊塞羅山脈以東，屬於比利牛斯山的一部分，海拔高度2,587米，該山峰建有三角點。